# Пренай
Пренай (лит. Prienai) — місто на півдні Литви, адміністративний центр Пренайського району в Каунаському повіті. Розташоване на річці Німан.

## Зовнішні зв'язки
Пренай має 4 міста-побратими:
- Любань, Польща
- Асіккала, Фінляндія
- Талсі, Латвія
- Тюрі, Естонія

## Уродженці
- Маркас Зінґеріс (1947—2023) — литовський письменник, поет, драматург, перекладач, журналіст.

## Галерея

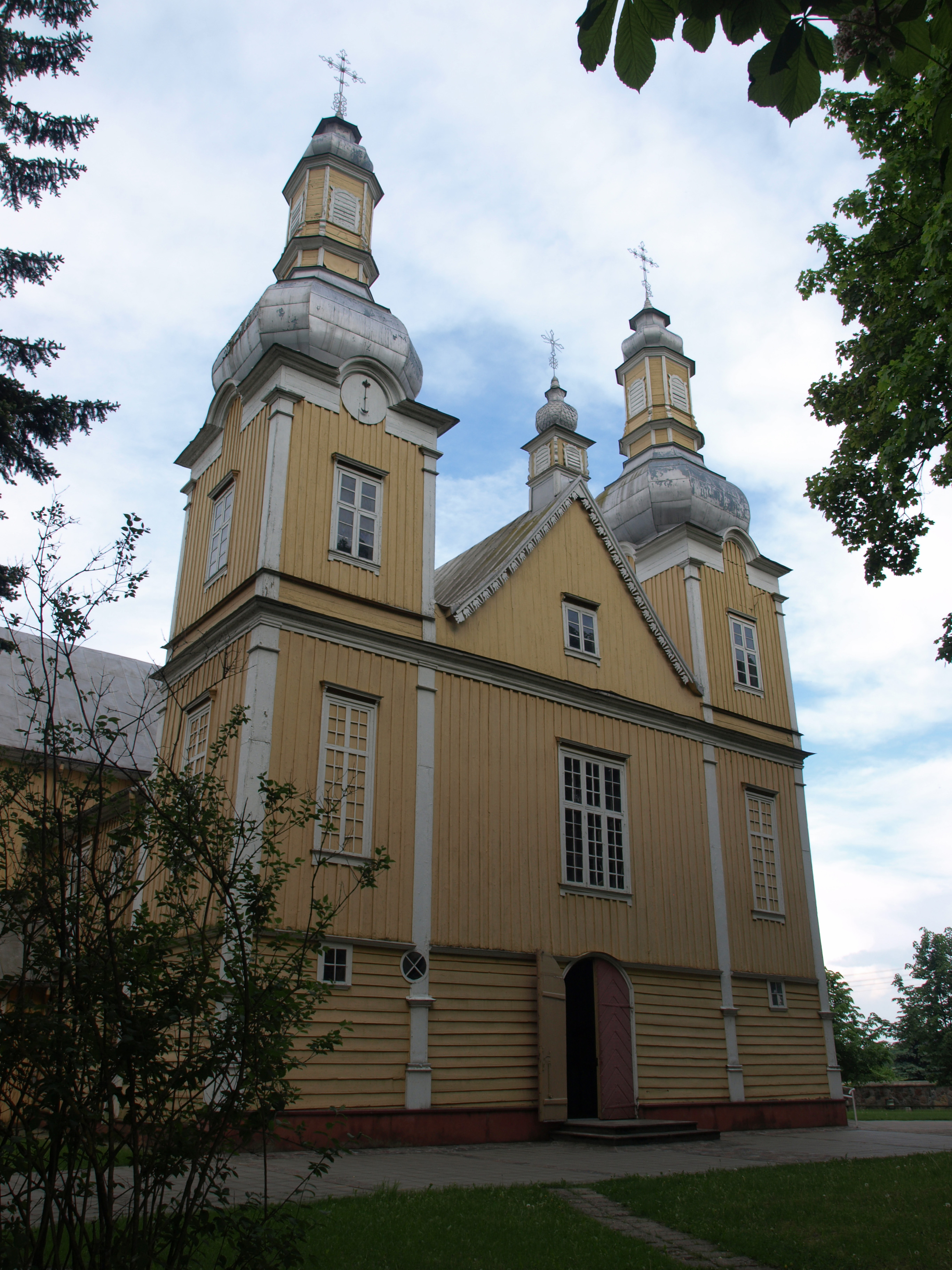
Церква Богоявлення Господнього
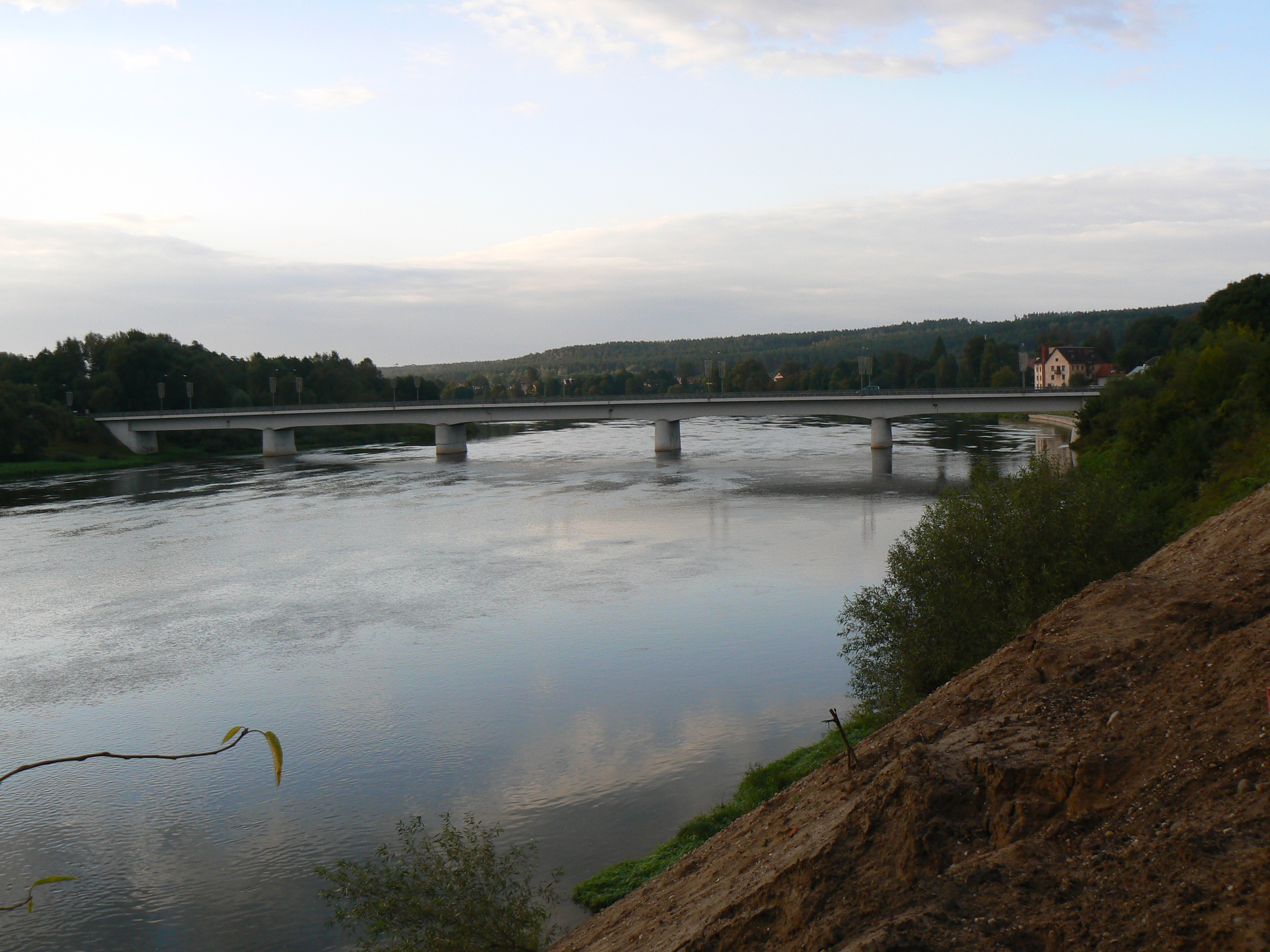
Міст через Німан
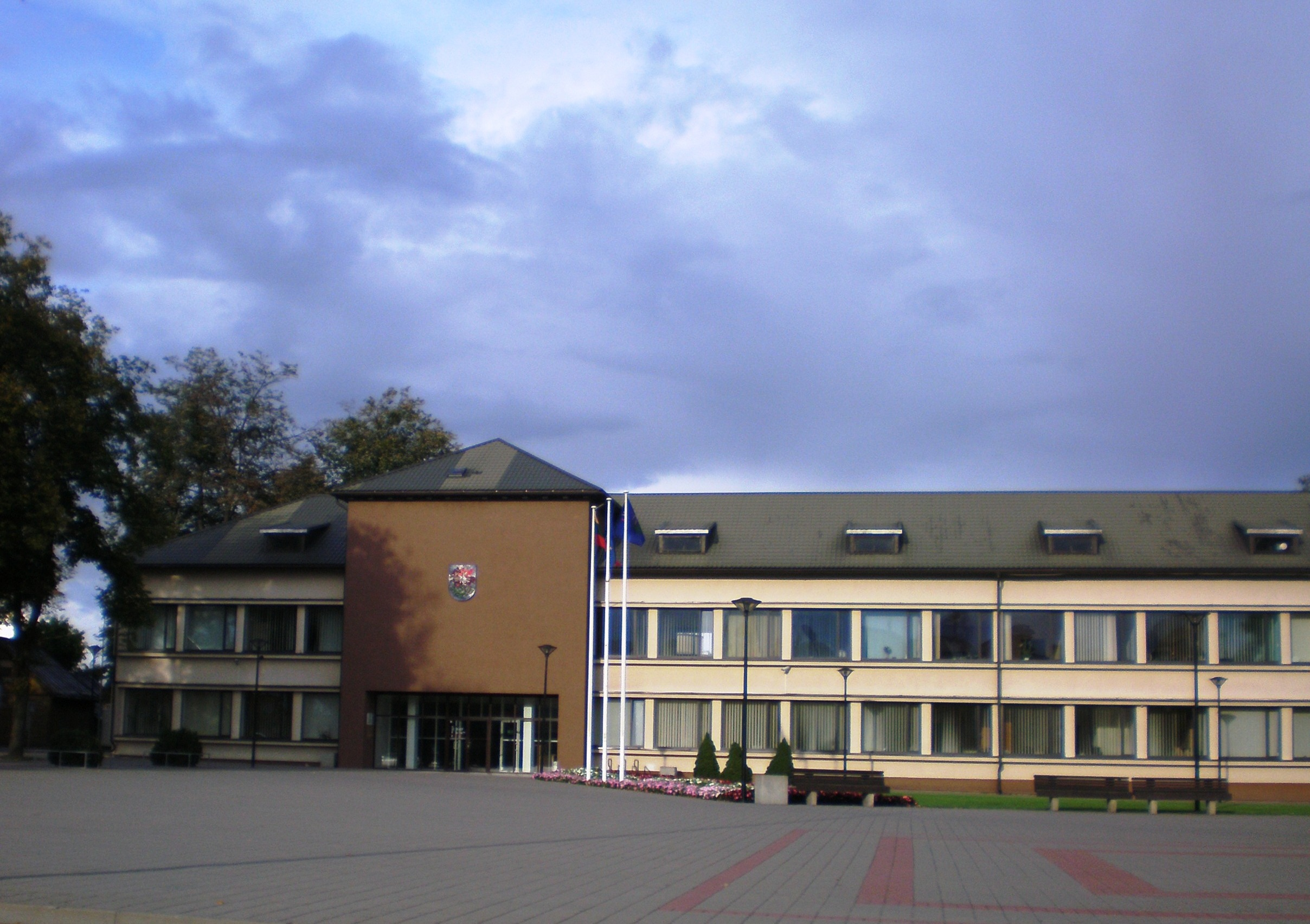
Районне управління
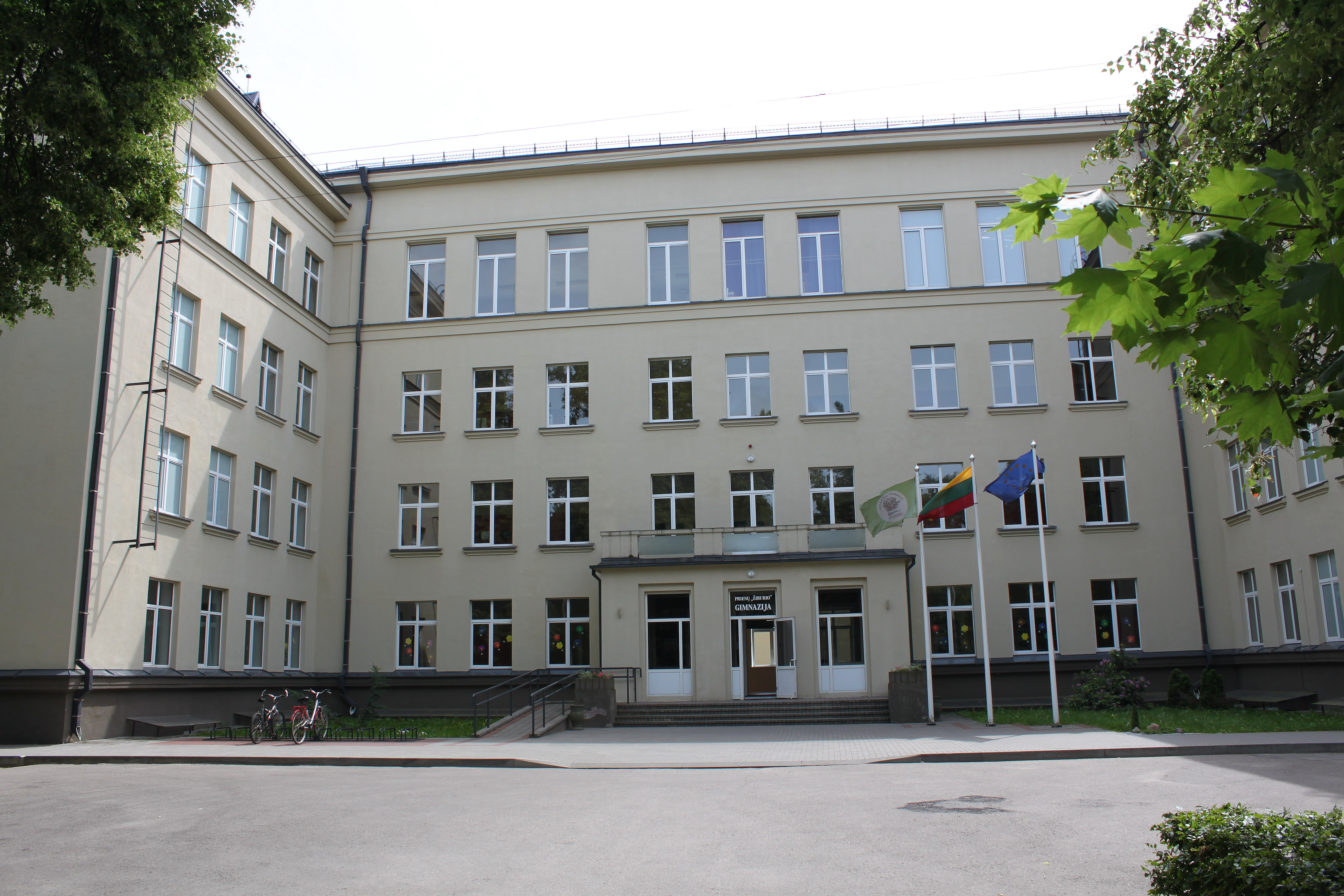
Гімназія